# Aristaeomorpha foliacea
Aristaeomorpha foliacea es una especie de crustáceo decápodo comestible.Sus nombres comunes son langostino moruno, carabinero, gamba roja.

## Distribución
Aristaeomorpha foliacea vive en el mar Mediterráneo, la costa este y oeste del océano Atlántico y el océano Índico, desde Japón hasta Australia y Nueva Zelanda.
En el área del Mediterraneo central comparte espacio con la especie emparentada Aristeus antennatus. Las poblaciones de Aristaeomorpha foliacea tienden a decrecer en el Mediterráneo de oeste a este y ocurre lo contrario con Aristeus antennatus. En las aguas próximas a Túnez la proporción de ambas especies es del 50%.

## Hábitat
Vive en el fondo marino a una profundidad que oscila entre los 123 y los 1100 metros, es más abundante entre los 400 y 800 metros.

## Descripción
La longitud media oscila entre 15 y 21 cm, aunque puede alcanzar 22,5 cm. Los machos son un poco más pequeños que las hembras.

## Pesca
Es una especie de gran valor comercial. En ocasiones se ha confundido con el carabinero (Aristaeopsis edwardsiana). Sin embargo este último es de mayor tamaño, puede alcanzar los 30 cm de longitud, tiene una intensa coloración rojo oscura y un cuerpo alto y aplastado.